# De Nieuwe Sint-Michielsgestelse Polder
De Nieuwe Sint-Michielsgestelse Polder is een voormalig waterschap in de Nederlandse provincie Noord-Brabant. Het werkgebied van de polder omvatte de Nieuwe Sint-Michielsgestelse Polder. De uitwatering van de polder vond plaats via drie sluisjes. Twee daarvan loosden het water op het Bossche Broek, de derde loosde het water in Oud Herlaar. Het water uit de Oude Sint-Michielsgestelse Polder werd geloosd op het grondgebied van dit waterschap.
In 1960 werd het waterschap De Nieuwe Sint-Michielsgestelse Polder samengevoegd met de waterschappen van Binnenpolder van Den Dungen, De Oude Sint-Michielsgestelse Polder, De Mudakker en Plijnse Polder tot het waterschap De Beneden Dommel.